# Грегъри Хаус
Грегъри Хаус, Доктор по медицина, (на английски: Gregory House, M.D.) е измислен персонаж и главен герой в сериала „Д-р Хаус“. Ролята му се изпълнява от Хю Лори. В българския дублаж Хаус се озвучава от Даниел Цочев.

## Общ преглед на персонажа
Хаус е диагностик и шеф на екип от трима млади лекари в университетска болница. Пристрастен е към обезболяващите хапчета и се държи арогантно както с пациентите, така и с колегите си. Често се опитва да избяга от задълженията си, като гледа любимите си сериали – „Окръжна болница“, „Кръгът на Доусън“, „Ориндж Каунти“, „Черното влечуго“ (където самият Хю Лори участва заедно с Роуън Аткинсън), „Монстър тръкс“ и други.
Обича да се шегува с хората, но и често е раздразнителен поради хронична болка в десния крак, която дължи на инфаркт на квадрицепса. Ползва бастун и взима силни обезболяващи. Неговият принцип на работа е да не общува лично с пациентите си, понеже могат да го излъжат, а както той многократно казва: „Всички лъжат“. Харесва актрисата Анджелина Джоли, като в два епизода от втория сезон обяснява, че е идеалът му за жена.
Хаус обича да се занимава с личния живот на подчинените си и останалите му познати. Той често им натяква неща, които те се опитват да скрият, но той ги е разбрал. Единственият му приятел е лекарят Джеймс Уилсън, с чиито лични проблеми често обича да се шегува.

## Връзката с Шерлок Холмс
Създателят на сериала – Дейвид Шор, казва че персонажът на Хаус е отчасти вдъхновен от Шерлок Холмс. Името „Хаус“ (на английски: House, къща, дом) е игра на думи с „Холмс“ (с английско произношение, омофон на „хоумс“ (на английски: homes, в ед. ч. – home – дом)).
И Холмс, и Хаус, са експерти, викани за случаи, за които е доказано, че са твърде сложни за останалите следователи.